# Роговичи (Волынская область)
Роговичи (укр. Роговичі) — село в Локачинской поселковой общине Владимирского района Волынской области Украины.
До 2020 года входило в Локачинский район.
Код КОАТУУ — 0722483403. Население по переписи 2001 года составляет 73 человека. Почтовый индекс — 45532. Телефонный код — 3374. Занимает площадь 516 км².